# Condado de Piatt
O Condado de Piatt é um dos 102 condados do Estado americano de Illinois. A sede do condado é Monticello, e sua maior cidade é Monticello. O condado possui uma área de 1 140 km² (dos quais 1 km² estão cobertos por água), uma população de 16 365 habitantes, e uma densidade populacional de 14 hab/km² (segundo o censo nacional de 2000). O condado foi fundado em 20 de janeiro de 1841.